# Реймонд Такі
Реймонд Такі (англ. Raymond Tuckey; 15 червня 1910 — 15 жовтня 2005) — колишній британський тенісист.
Перемагав на турнірах Великого шолома в парному розряді.

## Фінали турнірів Великого шолома

### Парний розряд (1–2)
| Результат | Рік  | Турнір               | Покриття | Партнер  | Суперники                  | Рахунок                 |
| --------- | ---- | -------------------- | -------- | -------- | -------------------------- | ----------------------- |
| Поразка   | 1936 | Чемпіонат Франції    | Ґрунт    | Пет Г'юз | Жан Боротра Марсель Бернар | 2–6, 6–3, 7–9, 1–6      |
| Перемога  | 1936 | Вімблдонський турнір | Трава    | Пет Г'юз | Чарлз Гее Френк Вайлд      | 6–4, 3–6, 7–9, 6–1, 6–4 |
| Поразка   | 1937 | Вімблдонський турнір | Трава    | Пет Г'юз | Дон Бадж Джин Мако         | 0–6, 4–6, 8–6, 1–6      |